# Relações internacionais do Japão

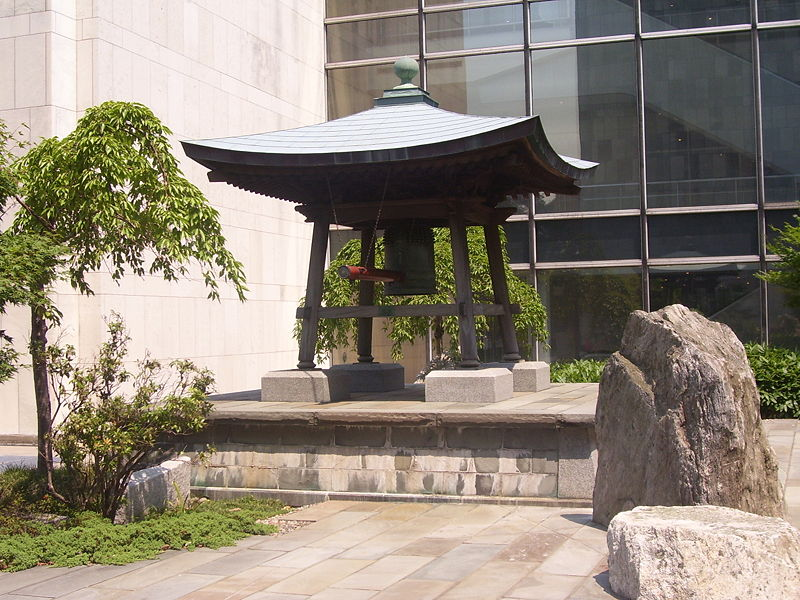
O Sino da Paz doado pelo governo japonês às Nações Unidas em 1954 e que figura, desde então, na Sede da organização.

As relações internacionais do Japão são a maneiro como o Japão estabelece contatos e relações culturais, políticas e comerciais com os demais países do globo. Uma das nações mais influentes e antigas da contemporaneidade, o Japão administra sua diplomacia através do seu Ministério das Relações Exteriores, fundado em 1869. 
Após uma adesão discreta à Organização das Nações Unidas, em 1956, o Japão centrou a sua política externa em três princípios básicos: diplomacia centrada pela ONU, cooperação com o Mundo Livre, e a preservação da identidade do Japão como uma nação asiática. Durante os primeiros anos do pós-guerra, o Japão esteve preocupado com a reconstrução do país e tinha recursos limitados para gastar em sua política externa. Esta realidade, aliada com o aumento da rivalidade das superpotências no cenário mundial, levou os líderes japoneses a rebaixar o primeiro princípio, buscando laços de segurança mais estreitos com os Estados Unidos, e firmemente alinhando o Japão com o Ocidente.
Embora as prioridades domésticas inicialmente impediram o Japão de prestar atenção suficiente ao terceiro princípio, ao longo dos anos 1950 o país procurou ativamente acordos de reparações de guerra com as nações do Leste Asiático que haviam sofrido com o resultado de suas ações passadas. O rápido crescimento econômico ao longo deste período, juntamente com a normalização das relações diplomáticas com Seul, em 1965, e Pequim, em 1972, definiu o cenário para o início de uma nova era de engajamento japonês com seus vizinhos.
Em 1976, o Japão alcançou um momento decisivo em sua história. Ao finalmente concluir as sua reparações de guerra, efetivamente cortando a ligação direta entre a sua política externa de suas ações durante a Segunda Guerra Mundial, tornou-se também um membro do Grupo dos Sete (G7). O status do Japão como o único membro não-ocidental do G7, reforçou a sua identidade como nação asiática e revigorou a sua diplomacia em relação ao Leste Asiático.
O Japão mantém relações diplomáticas plenas com cada um dos Estados-membros das Nações Unidas (excetuando Coreia do Norte) e com Santa Sé, Kosovo e Ilhas Cook. 

## Relações bilaterais

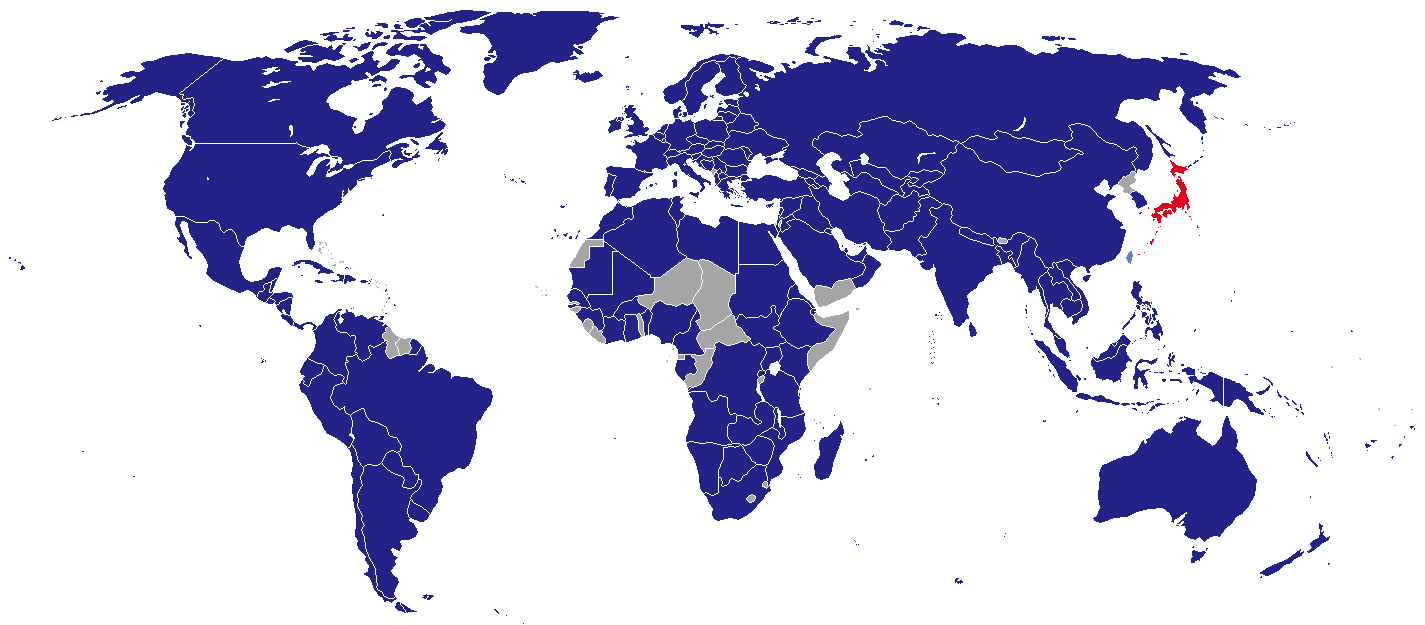
Missões diplomáticas do Japão:
Japão
Embaixadas e Consulados
Sem missões diplomáticas